# 伯村
伯村，是匈牙利沃什州所辖的一个村，总面积10.65平方公里，总人口644，人口密度60.5人/平方公里（2010年1月1日）。